# Đình nguyên thời Nguyễn
Ngoài các kỳ thi văn ra, dưới triều vua Tự Đức còn tổ chức ba kỳ thi Tiến sĩ võ, được dựng bia tại Võ Thánh Miếu. Như Vậy, tổng số Đình nguyên thời Nguyễn là 42 người: 39 tiến sĩ Nho học, 3 tiến sĩ võ học.

## Danh sách Đình nguyên thời Nguyễn
Dưới đây là danh sách những Đình nguyên thời nhà Nguyễn:
| Thứ tự | Tên               | Năm sinh năm mất | Quê                                    | Năm đỗ            | Đời vua    | Ghi chú                   |
| ------ | ----------------- | ---------------- | -------------------------------------- | ----------------- | ---------- | ------------------------- |
| 1      | Nguyễn Ý          | 1796-?           | Hồng Vân, Thường Tín, Hà Nội           | 1822              | Minh Mạng  | Hoàng giáp                |
| 2      | Hoàng Tế Mỹ       | 1795-?           | Đông Ngạc, Từ Liêm, Hà Nội             | 1826              | Minh Mạng  | Hoàng giáp                |
| 3      | Nguyễn Đăng Huân  | 1805-1838        | Hương Ngải, Thạch Thất, Hà Nội         | 1829              | Minh Mạng  | Hoàng giáp                |
| 4      | Phan Trứ          | 1794-?           | Phù Ủng, Ân Thi, Hưng Yên              | 1832              | Minh Mạng  | Hoàng giáp                |
| 5      | Nguyễn Hữu Cơ     | 1804-?           | Thăng Long, Kinh Môn, Hải Dương        | 1835              | Minh Mạng  | Hoàng giáp                |
| 6      | Nguyễn Cửu Trường | 1807-?           | Hoàng Công, Lệ Thủy, Quảng Bình        | 1838              | Minh Mạng  | Hoàng giáp                |
| 7      | Nguyễn Ngọc       | 1815-?           | Phúc Thọ, Nghi Lộc, Nghệ An            | 1841              | Thiệu Trị  | Hoàng giáp                |
| 8      | Hoàng Đình Tá     | 1816-?           | Hoàng Liệt, Hoàng Mai, Hà Nội          | 1842              | Thiệu Trị  | Hoàng giáp                |
| 9      | Mai Anh Tuấn      | 1815-1855        | Nga Thạch, Nga Sơn, Thanh Hóa          | 1843              | Thiệu Trị  | Thám hoa                  |
| 10     | Nguyễn Văn Chương | 1812-1859        | Vĩnh Hòa, Triệu Phong, Quảng Trị       | 1844              | Thiệu Trị  | Hoàng giáp                |
| 11     | Phan Dưỡng Hạo    | 1808-1852        | Khánh Thành, Yên Thành, Nghệ An        | 1847              | Thiệu Trị  | Thám hoa                  |
| 12     | Nguyễn Khắc Cần   | 1817-1876        | Trung Hà, Yên Lạc, Vĩnh Phúc           | 1848              | Tự Đức     | Hoàng giáp                |
| 13     | Đỗ Duy Đệ         | 1817-?           | Hiệp Hòa, Vũ Thư, Thái Bình            | 1849              | Tự Đức     | Hoàng giáp                |
| 14     | Phạm Thanh        | 1821-1863        | Hòa Lộc, Hậu Lộc, Thanh Hóa            | 1851              | Tự Đức     | Bảng nhãn                 |
| 15     | Vũ Duy Thanh      | 1807-1861        | Khánh Hải, Yên Khánh, Ninh Bình        | 1851 (Chế khoa)   | Tự Đức     | Bảng nhãn                 |
| 16     | Nguyễn Đức Đạt    | 1824-1887        | Khánh Sơn, Nam Đàn, Nghệ An            | 1853              | Tự Đức     | Thám hoa                  |
| 17     | Ngụy Khắc Đản     | 1817-1873        | Xuân Viên, Nghi Xuân, Hà Tĩnh          | 1856              | Tự Đức     | Thám hoa                  |
| 18     | Nguyễn Hữu Lập    | 1824-?           | Nam Trung, Nam Đàn, Nghệ An            | 1850, 1862        | Tự Đức     | song nguyên Hoàng giáp    |
| 19     | Đoàn Đình Niêu    | 1840-1913        | Quế Xuân, Quế Sơn, Quảng Nam           | 1865              | Tự Đức     | Thám hoa                  |
| 20     | Trần Bích San     | 1838-1877        | Vị Xuyên, Tp. Nam Định, Nam Định       | 1865              | Tự Đức     | Hoàng giáp                |
| 21     | Đặng Văn Kiều     | 1824-1881        | Thạch Bình, Thạch Hà, Hà Tĩnh          | 1865 (Nhã sĩ)     | Tự Đức     | Thám hoa                  |
| 22     | Võ Văn Đức        | 1831-?           | Nông Sơn, Điện Bàn, Quảng Nam          | 1865 (Võ Tiến sĩ) | Tự Đức     | Hoàng giáp võ             |
| 23     | Vũ Nhự            | 1840-1886        | p. Kim Cổ, Thọ Xương, Hà Nội           | 1868              | Tự Đức     | Hoàng giáp                |
| 24     | Nguyễn Văn Vận    | 1832-?           | Đông Xuyên, Quảng Điền, Thừa Thiên Huế | 1868 (Võ Tiến sĩ) | Tự Đức     | Hoàng giáp võ             |
| 25     | Nguyễn Quang Bích | 1832-1890        | An Ninh, Tiền Hải, Thái Bình           | 1869              | Tự Đức     | Hoàng giáp                |
| 26     | Đặng Đức Tuấn     | 1834-?           | An Lạc, Phù Mỹ, Bình Định              | 1869 (Võ Tiến sĩ) | Tự Đức     | Đồng tiến sĩ võ xuất thân |
| 27     | Nguyễn Khuyến     | 1835-1909        | Trung Lương, Bình Lục, Hà Nam          | 1871              | Tự Đức     | Hoàng giáp                |
| 28     | Phạm Như Xương    | 1844-?           | Ngân Câu, Tiên Phước, Quảng Nam        | 1875              | Tự Đức     | Hoàng giáp                |
| 29     | Phan Đình Phùng   | 1844-1895        | Đức Châu, Đức Thọ, Hà Tĩnh             | 1877              | Tự Đức     | Đồng tiến sĩ xuất thân    |
| 30     | Đỗ Huy Liêu       | 1844-1891        | Yên Đồng, Ý Yên, Nam Định              | 1879              | Tự Đức     | Hoàng giáp                |
| 31     | Nguyễn Đình Dương | 1844-1886        | Lạc Nghiệp, Thạch Thất, Hà Nội         | 1880              | Tự Đức     | Hoàng giáp                |
| 32     | Nguyễn Đức Quý    | 1849-1887        | Khánh Sơn, Nam Đàn, Nghệ An            | 1884              | Kiến Phúc  | Hoàng giáp                |
| 33     | Hoàng Bính        | 1857-?           | Bích Khê, Triệu Phong, Quảng Trị       | 1889              | Thành Thái | Hoàng giáp                |
| 34     | Vũ Phạm Hàm       | 1864-1906        | Kim Thư, Thanh Oai, Hà Nội             | 1892              | Thành Thái | Thám hoa                  |
| 35     | Trần Dĩnh Sĩ      | 1858-?           | Điền Môn, Phong Điền, Thừa Thiên Huế   | 1895              | Thành Thái | Hoàng giáp                |
| 36     | Đào Nguyên Phổ    | 1861-1909        | Quỳnh Hoàng, Quỳnh Phụ, Thái Bình      | 1898              | Thành Thái | Hoàng giáp                |
| 37     | Nguyễn Đình Tuân  | 1867-?           | Mai Đình, Hiệp Hòa, Bắc Giang          | 1901              | Thành Thái | Đồng tiến sĩ xuất thân    |
| 38     | Đặng Văn Thụy     | 1858-1936        | Diễn Thọ, Diễn Châu, Nghệ An           | 1904              | Thành Thái | Hoàng giáp                |
| 39     | Nguyễn Duy Phiên  | 1885-?           | Lý Trạch, Bố Trạch, Quảng Bình         | 1907              | Thành Thái | Hoàng giáp                |
| 40     | Vương Hữu Phu     | 1881-?           | Vân Diên, Nam Đàn, Nghệ An             | 1910              | Duy Tân    | Đồng tiến sĩ xuất thân    |
| 41     | Đinh Văn Chấp     | 1893-?           | Nghi Long, Nghi Lộc, Nghệ An           | 1913              | Duy Tân    | Hoàng giáp                |
| 42     | Trịnh Thuần       | 1879-?           | Tài Trọng, Hà Trung, Thanh Hóa         | 1916              | Khải Định  | Hoàng giáp                |
| 43     | Nguyễn Phong Di   | 1889-?           | Hoằng Quang, Hoằng Hóa, Thanh Hóa      | 1919              | Khải Định  | Đồng tiến sĩ xuất thân    |